# 圣地亚哥迈奥尔 (维迪堡)
圣地亚哥迈奥尔是葡萄牙波塔莱格雷区的一个堂区。总面积58.74平方公里，总人口426人，人口密度7.3人/平方公里。